# Smoke (1971)
Smoke är en svensk dramafilm från 1971 i regi av Torbjörn Axelman.

## Handling
Smoke är våldsam och bor i ett kollektiv tillsammans med likasinnade. De organiserar en strejk på fabriken där de arbetar. Ägarens dotter, som svärmar för Smoke, blir mördad av en i gruppen, men Smoke får skulden och blir skjuten. Sedan ökar våldet mer och mer.

## Om filmen
Filmen spelades in i februari–maj 1971 i ateljé på Lidingö. Den hade premiär den 22 december 1971 och är tillåten från 15 år.

## Rollista (urval)
- Lee Hazlewood - Smoke
- Cia Löwgren - Annika
- Frank Sundström - Olof, Annikas far
- Ulf Brunnberg - Eric
- Christina Lindberg - Annie
- Herman Howell - revisor
- Håkan Serner - förman
- Jan Naliwajko - ryss
- Axelle Axell - fröken Larsson
- Lisbeth Lindeborg

## Musik i filmen
- Hey Me I'm Riding, text och musik Joe Cannon
- It Is Really Me, text och musik Joe Cannon
- Lucille, text och musik Joe Cannon
- Warm Miami Sunshine, text och musik Joe Cannon
- Too Much of a Woman, text och musik Joe Cannon
- You Look Like a Lady, text och musik Joe Cannon
- Cold Hard Times, text och musik Lee Hazlewood
- Too Cie and the River, text och musik Lee Hazlewood